# Mastaura
Mastaura (en llatí Mastaura, en grec antic Μάσταυρα) era una ciutat de Cària, al peu del puig Messogis, a la vora del riu Crisaoras, entre Tralles i Tripolis, segons Estrabó i Plini el Vell. Plini diu que tenia per capital Efes i, per tant, estava incorporada a la Província romana d'Àsia, i Estrabó que es trobava a la vall del riu Menderes.
La ciutat no era gaire important, però s'han trobat monedes d'aquesta ciutat i encara existeix un llogaret que porta el mateix nom, a la vora d'unes ruïnes.